# Precinct de Cutler
Le precinct de Cutler est un precinct électoral du comté de Perry dans l'Illinois, aux États-Unis. En 2010, ce precinct comptait une population de 663 habitants.